# Les Paul & Friends: American Made World Played
Les Paul & Friends: American Made World Played è un disco del celebre chitarrista Les Paul prodotto da Steve Zuckermann.
Vede protagonisti alcuni dei più importanti artisti rock del '900 tra cui Sting, Eric Clapton e Keith Richards, Joss Stone, Jeff Beck, Richie Sambora, Buddy Guy e molti altri.
Il disco è stato acclamato dalla critica vincendo 2 Grammy Awards.
Steve Zuckerman ha lavorato anche alla seconda edizione del disco (Les Paul And Friends: A Tribute To A Legend), uscita nel 2008.

## Tracce
1. Introduction
2. Love Sneakin' Up on You
3. Rock and Roll, Hoochie Koo
4. Somebody Ease My Troublin' Mind
5. So into You
6. How High the Moon
7. Bad Case of Lovin' You
8. I Wanna Know You
9. (Ain't That) Good News
10. Let Me Roll It
11. Caravan
12. Good Morning Little Schoolgirl
13. All I Want Is You
14. 69 Freedom Special
15. Fly Like an Eagle
16. I Love You More Than You'll Ever Know